# 奧布希夫卡 (布拉特西克區)
47°58′53″N 31°28′26″E / 47.98139°N 31.47389°E
奧布希夫卡（烏克蘭語：Обухівка），是烏克蘭南部的村莊，隸屬尼古拉耶夫州的沃茲涅先斯克區。該村始建於1894年，面積2.39平方公里，海拔高度138米，2001年人口487，人口密度每平方公里203.8人。